# The Gilded Butterfly
The Gilded Butterfly è un film muto del 1926 prodotto e diretto da John Griffith Wray per la Fox Film Corporation. Sceneggiato da Bradley King su un soggetto di Evelyn Campbell, aveva come interpreti Alma Rubens, Bert Lytell, Huntley Gordon, Frank Keenan, Herbert Rawlinson.

## Trama

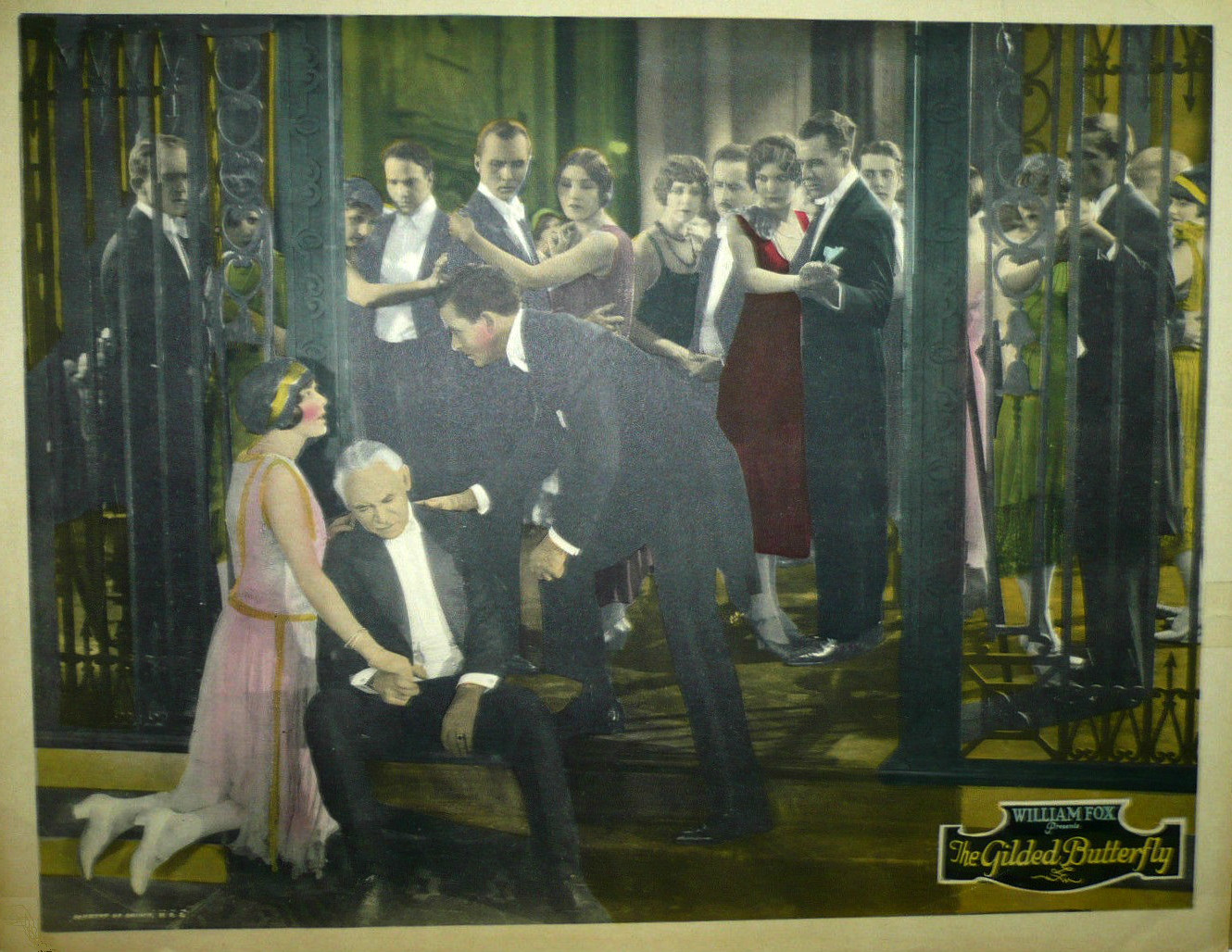

Alla morte del padre, Linda Haverhill scopre che le fortune di famiglia si sono dissolte e che la sua vita, vissuta fino a quel momento negli agi e nel lusso, è finita. Disperata, si rivolge a John Converse, che le presta delle ingenti somme. Lei parte per Montecarlo, dove incontra e si innamora di Brian Anestry. Ritornata negli Stati Uniti, dovrebbe ripagare il suo debito con Converse ma, riluttante a ottemperare il loro contratto non scritto, provoca un incendio dove bruciano i suoi eleganti (e costosi) vestiti, in modo da ottenere il denaro dell'assicurazione. Viene però scoperta e arrestata. Mentre la stanno portando alla stazione di polizia, il cellulare su cui si trova si scontra con un taxi, uccidendo una donna. Il detective che l'ha arrestata, comprendendo i motivi per i quali Linda si è comportata in quel modo, decide di lasciarla andare, identificando il cadavere della donna morta come fosse Linda. Lei, allora, parte per il Sudamerica con l'amato Brian.

## Produzione
Il film fu prodotto dalla Fox Film Corporation.

## Distribuzione
Il copyright del film, richiesto da William Fox, fu registrato il 3 gennaio 1926 con il numero LP22266. Lo stesso giorno, il film uscì nelle sale cinematografiche degli Stati Uniti, distribuito dalla Fox Film Corporation.
Non si conoscono copie ancora esistenti della pellicola che viene considerata presumibilmente perduta.